# Hierodula longedentata
Hierodula longedentata är en bönsyrseart som beskrevs av Werner 1933. Hierodula longedentata ingår i släktet Hierodula och familjen Mantidae. Inga underarter finns listade i Catalogue of Life.